# هومر بيل
هومر بيل (بالإنجليزية: Homer Peel)‏ هو لاعب كرة قاعدة أمريكي، ولد في 10 أكتوبر 1902 في Port Sullivan, Texas ‏، وتوفي في 8 أبريل 1997 في شريفبورت في الولايات المتحدة.

## وصلات خارجية
- هومر بيل على موقع دوري كرة القاعدة الرئيسي (الإنجليزية)
- هومر بيل على موقعبيزبول رفرنس.كوم (الدوري الرئيسي) (الإنجليزية)
- هومر بيل على موقعبيزبول رفرنس.كوم (الدوري الثانوي) (الإنجليزية)
- هومر بيل على موقع جمعية أبحاث البيسبول الأمريكية (الإنجليزية)